# Tadeusz Poźniak
Tadeusz Stefan Poźniak herbu Przestrzał (ur. 3 sierpnia 1877 w Nowotańcu, zm. ?) – właściciel dóbr ziemskich, członek Rady powiatu sanockiego.

## Życiorys
Tadeusz Stefan Poźniak urodził się 3 sierpnia 1877 w Nowotańcu w rodzinie właścicieli dóbr ziemskich wsi Nadolany, Nagórzany, Nowotaniec, jako wnuk Wilhelma Poźniaka (oficer powstania listopadowego, zm. 1874 w wieku 62 lat) oraz syn Adolfa Krzywkowicz Poźniaka herbu Przestrzał (1848-1913) i Wandy Janiny z domu Janowskiej (1859-1891, córka właściciela ziemskiego Ferdynanda Janowskiego). Jego rodzeństwem byli: Wilhelm Włodzimierz Kazimierz (1879-1886), Marianna Ewa Saturnin (ur. 1881), Jakub Władysław (1883-1885), Zenon Zygmunt (ur. 1885, absolwent C. K. Gimnazjum w Sanoku z 1905, oficjant i ekspedient poczty w Nowotańcu, żonaty z Marią, córką Kazimierza Waydowskiego), Kazimiera Jadwiga (ur. 1888).
W 1896 zdał egzamin dojrzałości w C. K. Gimnazjum w Sanoku (w jego klasie był m.in. Jan Morawski). W okresie nauki gimnazjalnej zamieszkiwał w tym mieście na stancji u swojej ciotki Jadwigi Zdankiewicz, wdowy po Romanie Zdankiewiczu. Ukończył cztery lata studiów prawniczych na Wydziale Prawa Uniwersytetu Lwowskiego i uzyskał absolutorium. Przed 1904 został dzierżawcą dóbr w Głębokiem i przełożonym obszaru dworskiego (wcześnie dobra te należały do jego dziadka, Ferdynanda Janowskiego).
W 1904 został członkiem Rady c. k. powiatu sanockiego, wybrany z grupy większych posiadłości, zajmując miejsce zmarłego Kazimierza Wiktora (jego wybór wywołał niejasności w odniesieniu do spełnienia przez niego warunków dla radnego z grupy większych posiadłości, a mianowicie ukończenia wieku 27, formalne bycie właścicielem ziemskim, posiadanie stopniem akademickim – podnoszone wątpliwości sprostował jego ojciec Adolf). Pozostawał radnym w bieżącej kadencji, potem w kolejnej kadencji od 1907 – pełniąc wówczas funkcję zastępcy członka wydziału powiatowego (wybrany 29 grudnia 1907) – sprawował mandat do 1912 (wieloletnim członkiem Rady był do 1912 także jego ojciec Adolf).
Odziedziczył rodzinny majątek i w pierwszej połowie XX wieku był właścicielem dóbr w Głębokiem. Został wybrany przysięgłym przy C. K. Sądzie Obwodowym w Sanoku na rok 1913. Około 1914 był w Głębokiem agentem (ajentem) Towarzystwa Wzajemnych Ubezpieczeń w Krakowie. Został zastępcą członka zarządu powołanego w 1934 komitetu obwodowego w Sanoku Towarzystwa Popierania Budowy Publicznych Szkół Powszechnych.